# Ophiochalcis scabra
Ophiochalcis scabra är en ormstjärneart som först beskrevs av Jean Baptiste François René Koehler 1930.  Ophiochalcis scabra ingår i släktet Ophiochalcis och familjen fransormstjärnor. Inga underarter finns listade i Catalogue of Life.